# La Esperanza (parroquia)
La Esperanza es una población de Ecuador, ubicada al nororiente de la ciudad de Quito. Es una de las cinco parroquias que conforman el cantón Pedro Moncayo, en la provincia de Pichincha.

## Historia
En tiempos preincaicos este territorio era parte de una gran comunidad de ayllus conformada por cochasquíes, tocachis, chimburlos, guayllaros, angumbas y cayambis. A la llegada de los incas a la zona, estas tribus les habrían mostrado gran resistencia, según cuenta la leyenda, forzando al ejército del Tahuantinsuyo a avanzar hasta Yahuarcocha en Imbabura, donde protagonizarían la batalla que ha hecho célebre a esa laguna.
Con la llegada de los conquistadores españoles, y debido a sus suelos fértiles, es tomada por los jesuitas para ubicar algunas de sus haciendas, entre las que se cuentan Santo Domingo de Tocachi, Chimburlo y Guaraquí Grande. Otra hacienda fundada por civiles españoles fue Guaraquí Chico. Alrededor de estas tierras se crearían ya durante la etapa republicana los caseríos de Cubinche y Cachiguango, estableciendo la parroquia de La Esperanza el 17 de diciembre de 1900 dentro del cantón Cayambe, hasta la creación del cantón Pedro Moncayo el 26 de septiembre de 1911, en que pasó a formar parte de esta jurisdicción.

## Geografía
La superficie de la parroquia es de 37.78 kilómetros cuadrados, lo que la convierta en la entidad rural más pequeña del cantón Pedro Moncayo. Su altitud varía entre los 4300 m.s.n.m en la zona de Cerro Negro y los 2400 m.s.n.m en la zona del río Pisque, con un clima que varía según la altitud, con una media de 10 grados centígrados en la parte más alta y una media de 18 en las más bajas.
La Esperanza limita por el norte con la laguna grande de Mojanda (Caricocha), por el sur con la quebrada del río Pisque, por el este con la cabecera cantonal Tabacundo y por el oeste con la parroquia de Tocachi. 

## Demografía
Según la proyección del censo de población y vivienda del año 2001 del INEC, la parroquia de La Esperanza contaría en 2007 con una población de 3.276 habitantes, lo que corresponde al 13% de la población total del cantón Pedro Moncayo, ubicándose como la cuarta parroquia más poblada después de Tabacundo, Tupigachi y Malchinguí, y solo antes de Tocachi.

## Economía
La Esperanza se encuentra en la zona del proyecto de riego Cayambe-Pedro Moncayo, inaugurado en octubre de 2020, que también abastece a las parroquias Tupigachi, Malchinguí, Tocachi y Tabacundo en Pedro Moncayo, y a las parroquias de Olmedo y Ayora en Cayambe. Para resolver las dificultades que a veces se presentan con el suministro del agua, los comuneros se han asociado en juntas administrativas por óvalos barriales, organizando mingas y otras actividades. Los principales productos que produce la parroquia son: maíz, papas, cebada, trigo, arverja, lenteja, limón, aguacate, lima, zambo, zapallo, fréjol, cebolla blanca, frutillas, quinua, quinua de castilla, tomate de árbol, hierbas medicinales, chocho, guaba, carrizo entre otros. Destaca también la crianza y venta de cuyes, gallinas y cerdos.
En los últimos años se han establecido también emprendimientos de producción de abonos, vino y otros licores de frutas, así como talleres de muebles metálicos. También se han construido proyectos inmobiliarios con residenciales y alojamientos campestres.
Un problema común de La Esperanza (así como de varias parroquias rurales aledañas de Pichincha y Ecuador) es el manejo poco cuidadoso de desechos sólidos, especialmente plásticos (envases, platos, cubiertos, pañales y otros productos desechables, cobertores de invernaderos y fundas), que arrojados sobre terrenos, caminos vecinales, desagües, acequias y quebradas, contribuyen a la contaminación del agua y el suelo, sumado a la práctica supuestamente ancestral de quemar chamiza junto a otros desperdicios, en la que incurren todavía algunos grandes y pequeños productores agrícolas y ganaderos locales.

## Turismo
La Esperanza atrae un porcentaje del turismo interno del cantón, principalmente en sus fechas festivas. El 29 de junio de cada año se celebran las fiestas de San Pedro, mismas que culminan a finales del mes de agosto. El 7 de octubre la parroquia celebra las fiestas de la Virgen del Rosario. El 17 de diciembre el pueblo se llena de turistas dispuestos a celebrar junto con los lugareños sus fiestas parroquiales. Finalmente, durante todo el mes de enero La Esperanza festeja a su patrona, la Virgen de la Nube.
Entre los lugares de interés que ofrece la parroquia se encuentran la iglesia y el parque central del pueblo de La Esperanza, el bosque de Urubí y la hacienda Guaraquí.

### Manifestaciones culturales
Danza: En esta rama, la parroquia cuenta con varios exponentes que los representan a lo largo y ancho del país, e incluso a nivel internacional, entre estos cabe nombrar al Grupo tradicional Rosario lindo, Grupo tradicional Solano Jari, Grupo Mojanda y Richari-Inti.
Artesanía: La Esperanza destaca por sus elaboradas artesanías, herencia cultural de sus antepasados indígenas que habitaron en el sector. Entre las principales tenemos la confección de tejidos, bordados, llaveros, cobijas, manteles y adornos de cerámica.

### Comidas típicas
La Esperanza ofrece algunos platos típicos de la localidad y la zona, entre ellos tenemos papas con cuy, papas con conejo, colada de haba con cuy, habas con mellocos, arroz de mishque, guarango, tortillas en tiesto, tostado con kachiyaku y chapo.
El guarango es una bebida de identidad cultural de la parroquia. Se trata del zumo del penco o cabuya, el mismo que en otros países como México es usado como materia prima para la fabricación de tequila, siguiendo el mismo proceso de destilación que el guarapo de la caña de azúcar, de donde se obtiene el aguardiente conocido como puntas.
Su grado de alcohol depende de los días de maduración. Es una bebida burbujeante y dulce, similar al champán francés, se le atribuyen incluso propiedades medicinales. Antes de obtener gradación alcohólica también es usado como endulzante en comidas; después del proceso de cocción, una vez extraído de la mata, se hierve y al enfriarse antes de la maduración se le denomina mishque, que en lengua quichua significa dulce. Si se hierve durante mucho tiempo se forma una especie de jarabe o melcocha, que se consume como golosina.
En la zona se explota mucho al penco, ya sea por el guarango o la cabuya, para la elaboración de "guatos" que son cuerdas pequeñas para hacer atados o elaborar sogas o cuerdas para uso en el ganado doméstico.

## Organización Territorial
El Gobierno Autónomo Descentralizado de La Esperanza es el principal ente administrativo de la parroquia, misma que trabaja en coordinación con el GAD cantonal de Pedro Moncayo y el GAD provincial de Pichincha.
La Esperanza está conformada por los siguientes barrios o comunas:
- La Esperanza (cabecera parroquial)
- Chimbacalle
- El Rosario
- Vicente Solano
- Mojanda
- 6 de enero
- Tomalón Bajo
- Tomalón Central
- Guaraquí
- Comuna Cubinchi
- Asociación Cubinche
- Comuna Guaraquí Grande
- San Luis Guaraquí